# Camulo
Nella mitologia celtica, Camulo (anche Camulus o Camulos) era la divinità della guerra dei Remi, una tribù celtica che abitava nell'area dell'attuale Belgio. Tracce del culto sono ritrovate anche in Gran Bretagna. 
La città di Camulodunum (oggi Colchester, nell'Essex) deve a lui il suo nome e fu alla base della città leggendaria di Camelot. 
I Romani identificarono Camulo con Marte, il loro dio della guerra.